# William Roache
William "Bill" Roache (Ilkeston, Derbyshire; 25 de abril de 1932) es un actor británico, más conocido por interpretar a Ken Barlow en la serie Coronation Street.

## Biografía
En 1953 fue comisionado al Real Regimiento de Fusileros Gáles, en 1954 fue ascendido a teniente sin embargo abandonó el ejército tres años más tarde , debido a la explosión de una granada de mortero del cual fue testigo mientras se encontraba de servicio nacional con el ejército británico. William sufre de tinnitus.
Es buen amigo de las actrices Pat Phoenix y Eileen Derbyshire, incluso es padrino del hijo de Eileen, el periodista Oliver Holt.
En el 2001 William fue galardonado con el premio M.B.E. (Miembro de la Orden del Imperio Británico), por sus servicios en el drama de la televisión.
En 1961 se casó con la actriz Anna Cropper, la pareja tuvo su primer hijo juntos, el actor Linus Roache en 1964. Más tarde, nació su primera hija, Vanya Roache en 1967, quien falleció en 2018 producto de un fallo renal. La pareja se divorció en 1974. 
En 1978, William se casó con la actriz Sara Mottram, la pareja tuvo su primera hija juntos, Verity Elizabeth Roache en 1981, poco después tuvieron su segunda hija, Edwina Roache en 1982. Sin embargo, Edwina murió en 1984 a los dieciocho meses debido a una neumonía bronquial. Más tarde, la pareja tuvo su primer hijo juntos, el actor William James Roache en 1985. El matrimonio terminó el 7 de febrero de 2009 cuando Sara murió repentinamente a los 58 años en su hogar en Wilmslow, Cheshire.
En agosto del 2010 William comenzó a salir con la presentadora Emma Jesson, quien es 36 años más joven, sin embargo la relación terminó en el 2013.

## Carrera
El 9 de diciembre de 1960 se unió al elenco de la exitosa serie británica Coronation Street donde interpreta a Kenneth "Ken" Barlow, hasta ahora. William el personaje con más tiempo en la serie.
William tiene una autobiografía llamada "A Soul on The Street", la cual se centra en sus experiencias de su vida y contiene una cantidad significativa de contenido filosófico en donde Roache afirma que cree en la vida después de la muerte.
En el 2003 apareció en el programa Celebrity Stars in their Eyes, donde interpretó a Perry Como cantando "Catch a Falling Star".
De septiembre a octubre del 2005 participó en la primera temporada del programa Ant & Dec's Gameshow Marathon. El 25 de octubre de 2008 participó en el programa Family Fortunes.
En el 2010 hizo una aparición como invitado en el álbum cómico de Harry Hill, "Funny Times" en la canción Ken!, la cual trataba acerca de su personaje en Coronation Street.

## Filmografía

### series de televisión
| Año             | Título                   | Personaje  | Notas                          |
| --------------- | ------------------------ | ---------- | ------------------------------ |
| 1960 - presente | Coronation Street        | Ken Barlow | 1,961 episodios                |
| 1961            | ITV Television Playhouse | Harry      | episodio "Marking Time"        |
| 1960            | Knight Errant Limited    | David      | episodio "Eve and the Serpent" |

### Películas
| Año  | Título            | Personaje                        | Notas |
| ---- | ----------------- | -------------------------------- | ----- |
| 1960 | The Bulldog Breed | Operador de la Estación Espacial | -     |
| 1958 | Behind the Mask   | -                                | -     |

### Apariciones
| Año  | Programa          | Notas                     |
| ---- | ----------------- | ------------------------- |
| 2008 | Family Fortunes   | concursante               |
| 2005 | Gameshow Marathon | 4 episodios - concursante |

### Teatro
| Año  | Obra                 | Teatro               | Notas                                                    |
| ---- | -------------------- | -------------------- | -------------------------------------------------------- |
| 1969 | The Disorderly Women | Stables Theatre Club | junto a Maureen Lipman, Richard Howard & Carla Challenor |

## Premios y nominaciones
| Año  | Categoría                 | Premio             | Serie             | Resultado |
| ---- | ------------------------- | ------------------ | ----------------- | --------- |
| 2017 | Best Actor                | British Soap Award | Coronation Street | Nominado  |
| 1999 | Special Achievement Award | British Soap Award | Coronation Street | Ganador   |